# Třetí vláda Leviho Eškola
Třetí vláda Leviho Eškola byla sestavena Levi Eškolem 12. ledna 1966 po volbách v listopadu 1965. Jeho koalice zahrnovala Ma'arach (aliance stran Mapaj a Achdut ha-avoda), Národní náboženskou stranu, Mapam, Nezávislé liberály, Po'alej Agudat Jisra'el, Pokrok a rozvoj a Šituf ve-achva. Ve vládě bylo osmnáct ministrů.
Dne 5. června 1967, v první den šestidenní války, vstoupily do vlády strany Gachal a Rafi a počet ministrů se zvýšil na 21. Eškol zemřel 26. února 1969 a vládu dočasně vedl Jig'al Alon až do 17. března 1969, kdy Golda Meirová sestavila čtrnáctou vládu.
Mezi nové posty ve vládě patřily: ministr absorpce imigrantů a ministr informací.

## Členové vlády
| Vláda                                | Vláda                                             | Vláda                        |
| Úřad                                 | Člen vlády                                        | Politická strana             |
| ------------------------------------ | ------------------------------------------------- | ---------------------------- |
| Předseda vlády                       | Levi Eškol (do 26. února 1969)                    | Ma'arach, Strana práce       |
| Předseda vlády                       | Jig'al Alon (dočasně po 26. únoru 1969)           | Ma'arach                     |
| Místopředseda vlády                  | Jig'al Alon (po 1. červenci 1968)                 | Strana práce, Ma'arach       |
| Ministr zemědělství                  | Chajim Gvati                                      | Ma'arach, Strana práce       |
| Ministr obrany                       | Levi Eškol (do 5. června 1967)                    | Ma'arach                     |
| Ministr obrany                       | Moše Dajan (po 5. červnu 1967)                    | Rafi, Strana práce, Ma'arach |
| Ministr rozvoje                      | Moše Kol                                          | Nebyl členem Knesetu         |
| Ministr školství a kultury           | Zalman Aran                                       | Ma'arach, Strana práce       |
| Ministr financí                      | Pinchas Sapir (do 5. srpna 1968)                  | Ma'arach, Strana práce       |
| Ministr financí                      | Ze'ev Šerf (po 5. srpnu 1968)                     | Strana práce, Ma'arach       |
| Ministr zahraničních věcí            | Abba Eban                                         | Ma'arach, Strana práce       |
| Ministr zdravotnictví                | Jisra'el Barzilaj                                 | Nebyl členem Knesetu         |
| Ministr bydlení                      | Mordechaj Bentov                                  | Nebyl členem Knesetu         |
| Ministr absorpce imigrantů           | Jig'al Alon (od 1. července 1968)                 | Strana práce, Ma'arach       |
| Ministr informací                    | Jisra'el Galili (od 5. června 1967)               | Ma'arach, Strana práce       |
| Ministr vnitra                       | Chajim-Moše Šapira                                | Národní náboženská strana    |
| Ministr spravedlnosti                | Ja'akov Šimšon Šapira                             | Nebyl členem Knesetu         |
| Ministr práce                        | Jig'al Alon (do 1. července 1968)                 | Ma'arach, Strana práce       |
| Ministr práce                        | Josef Almogi (od 8. července 1968)                | Strana práce, Ma'arach       |
| Ministr policie                      | Bechor-Šalom Šitrit (do 2. ledna 1967)            | Ma'arach                     |
| Ministr policie                      | Elijahu Sason (od 2. ledna 1967)                  | Ma'arach, Strana práce       |
| Ministr pro poštovní služby          | Elijahu Sason (do 2. ledna 1967)                  | Ma'arach                     |
| Ministr pro poštovní služby          | Jisra'el Ješa'jahu (od 2. ledna 1967)             | Ma'arach, Strana práce       |
| Ministr náboženství                  | Zerach Warhaftig                                  | Národní náboženská strana    |
| Ministr turismu                      | Moše Kol                                          | Nebyl členem Knesetu         |
| Ministr obchodu a průmyslu           | Chajim Josef Cadok (do 22. listopadu 1966)        | Ma'arach                     |
| Ministr obchodu a průmyslu           | Ze'ev Šerf (od 22. listopadu 1966)                | Ma'arach                     |
| Ministr dopravy                      | Moše Karmel                                       | Ma'arach, Strana práce       |
| Ministr sociální péče                | Josef Burg                                        | Národní náboženská strana    |
| Ministr bez portfeje                 | Jisra'el Galili (do 5. června 1967)               | Ma'arach                     |
| Ministr bez portfeje                 | Menachem Begin (od 5. června 1967)                | Gachal                       |
| Ministr bez portfeje                 | Josef Sapir (od 5. června 1967)                   | Gachal                       |
| Ministr bez portfeje                 | Pinchas Sapir (od 5. srpna 1968)                  | Strana práce, Ma'arach       |
| Náměstek ministra zemědělství        | Aharon Uzan                                       | Ma'arach, Strana práce       |
| Náměstek ministra obrany             | Cvi Dinstein (do 5. června 1967)                  | Ma'arach                     |
| Náměstek ministra rozvoje            | Jehuda Ša'ari                                     | Nezávislí liberálové         |
| Náměstek ministra školství a kultury | Kalman Kahana                                     | Po'alej Agudat Jisra'el      |
| Náměstek ministra školství a kultury | Aharon Jadlin                                     | Ma'arach, Strana práce       |
| Náměstek ministra financí            | Cvi Dinstein (od 24. července 1967)               | Strana práce, Ma'arach       |
| Náměstek ministra absorpce imigrantů | Arje Eli'av (od 12. srpna 1968)                   | Strana práce, Ma'arach       |
| Náměstek ministra vnitra             | Šlomo Jisra'el Ben Me'ir                          | Národní náboženská strana    |
| Náměstek ministra náboženství        | Binjamin Šachor                                   | Národní náboženská strana    |
| Náměstek ministra obchodu a průmyslu | Arje Eli'av (17. říjen 1966 - 22. listopad 1966)  | Ma'arach                     |
| Náměstek ministra obchodu a průmyslu | Arje Eli'av (28. listopad 1966 - 26. červen 1967) | Ma'arach                     |